# Promets-moi (roman)
Pour le film du même titre, voir Promets-moi.
Promets-moi (titre original : Promise Me) est un roman policier américain de Harlan Coben publié en 2006. Il s'agit du huitième titre de l'auteur dont Myron Bolitar est le héros.
Le roman est traduit en français en 2007.

## Résumé
Quand Myron Bolitar a fait promettre à deux adolescentes de l'appeler à n'importe quelle heure du jour ou de la nuit si elles avaient des problèmes et qu'il les aiderait sans poser de questions, il ne se doutait pas que cela allait l'entrainer dans une nouvelle aventure musclée, lui qui vivait une vie calme et rangée depuis six ans.
Aimee Biel a disparu, et Myron est la dernière personne à l'avoir vue. Fugue ou enlèvement ? Myron devra d'abord prouver son innocence avant de pouvoir enquêter à son tour. Il a promis aux parents de retrouver leur fille.

## Personnages
- Myron Bolitar : agent sportif et fondateur de MB Sports, devenue MB Reps depuis qu'ils ont commencé à travailler avec les acteurs de cinéma, c'est un ancien basketteur de haut niveau. Il a dû mettre un terme à sa carrière à la suite d'une blessure au genou. Ancien agent du FBI, il est spécialiste des arts martiaux.

- Windsor Horne Lockwood : 3e du nom surnommé « Win » : ami depuis l'université avec Myron. Ils font équipe pour les enquêtes. Féru d'arts martiaux, au tempérament glacial, il aime la justice et peut se montrer violent envers ceux qui ne la respectent pas.

- Esperanza Diaz : ancienne catcheuse professionnelle sous le nom de « Petite Pocahontas », d'origine hispanique, elle est petite et athlétique. Elle vient de se marier avec le père de son enfant. Elle est l'associée de Myron.

- Big Cyndi : amie d'Esperenza, ancienne catcheuse professionnelle sous le nom de « Big Mama ». Un mètre quatre-vingt dix pour cent cinquante kilos. Elle aide au secrétariat quand Esperanza est débordée.

- Loren Muse : une policière, chargée de l'enquête, qui va rapidement suspecter Myron de la disparition de Aimee. Elle était déjà apparue dans Innocent, un autre roman de Harlan Coben.